# حمام سهر
حمام سهرفیروزان مربوط به دوره قاجار است و در شهرستان فلاورجان، بخش پیربکران، دهستان سهرفیروزان، روستای سهرفیروزان، محله سهر واقع شده و این اثر در تاریخ ۱۳ خرداد ۱۳۸۶ با شمارهٔ ثبت ۱۹۲۱۶ به‌عنوان یکی از آثار ملی ایران به ثبت رسیده است.